# 원정맨
원정맨(본명: 서원정, 1996년11월19일)는 대한민국의 SNS 스타이다. 2022년12월 기준, TikTok 팔로워 수 5000만명을 돌파했다. 
2023년 12월 22일 SBS가 단독으로, 구독자 수천만명을 보유한 '유명 틱톡커', 성폭행 혐의로 재판행이라는 기사를 보도하였다. 해당 기사는 성폭행을 당한 피해자의 폭로로 알려지게 되었다. 모자이크 처리를 했지만 유튜브 실루엣으로 특정된 상황이다.
2023년 7월 피해자를 다른 남성 지인의 집으로 데려가 잠든 피해자를 지인 남성과 함께 성폭행한 혐의를 받고 있다. 이 과정에서 신고에 출동한 경찰에게 문을 열어주지 않아 소방이 출동하여 강제로 문을 개방했다고 한다.
사건을 수사한 서울강남경찰서는 지난 12일 A 씨와 공범인 남성을 구속했다. 15일 '특수준강간' 혐의로 검찰에 송치했다.
검찰은 21일 이들을 구속 기소했고, 1심 공판 첫 기일이 2024년 1월 17일 열릴 예정이라고 하였다.
뉴스가 보도된 이후 틱톡을 비롯한 모든 플랫폼에서 팔로워 및 구독자가 떨어지고 있긴 하지만, 대부분의 팔로워 및 구독자들이 외국인 비중이 높아서 소식이 전달되지 않아 감소 추세는 매우 느렸다. 그러나 현재는 외국에도 소식이 알려진 상황인데 한국 쪽은 SBS의 보도로만 알려진 상황이다. 앞으로의 소식도 SBS 단독 보도로 전해질 확률이 높다. 